# Lohner-Porsche Mixte Hybrid
El Sistem Lohner-Porsche Mixte Hybrid (algunas veces errónaemente referido como Löhner-Porsche) fue el primer vehículo híbrido desarrollado por Ferdinand Porsche. Los primeros prototipos fueron vehículos eléctricos de dos ruedas potenciados por una batería, en conjunto con dos motores de cubo montado. La versión posterior fue un híbrido de serie usando motores de cubo montado en cada llanta, impulsado por baterías y un motor de gasolina.

## Desarrollo
A la edad de 18 años, Ferdinand Porsche abordó un tren en Bohemia del norte, Austria-Hungría (ahora República Checa); y se dirigió hacia Vienna en busca de su primer trabajo. A pesar de no poseer una educación formal en ingeniería, Jacob Lohner en su Lohner-Werke, empleó a Porsche para desarrollar un sistema de propulsión eléctrica. El prototipo de Porsche ostentó una transmisión de baja fricción, debido a los motores eléctricos de cubo montado posicionados directamente en las ruedas. Cada motor eléctrico de polo interior capaz de 2.5 hp, alcanzó un máximo de 7 hp en explosiones cortas.
El "Sistema Lohner-Porsche" de 1898 creó euforia en la prensa de todo Europa. Lohner recibió su primera orden por parte de E.W. Hart -un carrocero de Luton, Gran Bretaña- quien solicitó modificaciones significantes. Su vehículo tendría que ser capaz de funcionar con gasolina, así como con electricidad; transportar cuatro pasajeros empleando cuatro ruedas. El prototipo personalizado se denominó como La Toujours Contente ('siempre satisfecho' en francés), un golpe para el vehículo eléctrico plus marquista de Camille Jenatzy La Jamais Contente; y finalmente fue presentado en la Exhibición de París en diciembre de 1900. El Lohner requería 1,8 toneladas de pilas que consistían en una batería de plomo-ácido de 80 voltios y 44 celdas. Los cuatro motores eléctricos pesaban un total de 1280 libras, contribuyendo a un peso total del vehículo mayor a 4 toneladas. Contaba con capacidad de batería de alrededor de 270 amperios-hora y cuatro velocidades, el vehículo de 56 caballos de fuerza corrió en varias exposiciones y concursos. Alcanzó un costo de 15.000 coronas austriacas.
A pesar de su ambiciosa ingeniería, el automóvil fue completado a tiempo y entregado personalmente por Porsche. Hart se impresionó tanto, que compró otro ejemplar de dos ruedas en 7950 coronas austriacas.
De noviembre 6 al 9 en 1900, el Club de Automóviles de Gran Bretaña e Irlanda patrocinó una prueba de resistencia de vehículos eléctricos; de los cuales, el Lohner-Porsche de cuatro ruedas fue uno de los 11 participantes. El ganador del ensayo fue un automóvil Louis-Krieger con el apodo de: el 'Poderoso'. Gracias a sus ruedas de peso ligero y de mayor diámetro, logró una primera carrera de 59 millas con un promedio de cerca de 10 millas por hora. El vehículo Le Toujours Contente en la milla 34, sufrió fallos en sus neumáticos con Porsche al volante. Un competidor declaró: "El suelo se cubrió de barro, la lluvia penetró el techo, los galpones quedaron sin puertas; y los coches y asistentes, estuvieron expuestos a toda la fuerza del viento y lluvia". Otros operadores de vehículos eléctricos lograron recorrer solo 7 millas de distancia a través del camino lleno de surcos de barro. Ferdinand Porsche cogió un resfriado severo, logrando así la eliminación de su vehículo para competiciones futuras.
Lohner aprovechó la tecnología revolucionaria de transmisión para vehículos comerciales más grandes porque adquirir un ejemplar era demasiado costoso para el consumo popular. Lohner-Werke fabricó autobuses con tracción trasera de dos pisos para Berlín y camiones de bomberos de tracción delantera para las ciudades de Viena, Frankfurt y Londres. Lohner fue el encargado de desarrollar vehículos para el emperador de Austria, así como para los reyes de Noruega, Rumania y Suecia. De acuerdo con la biografía escrita por Andreas Stieniczka, la carroza para el funeral del archiduque Francisco Fernando -asesinado en Sarajevo lo cual desencadenó la Primera Guerra Mundial- fue elaborada por Lohner-Werke. Más de 300 vehículos Lohner-Porsche se vendieron durante 1906.
Además de carrocerías personalizadas, Lohner apoyó los esfuerzos de Porsche para continuar en las carreras. Se establecieron varios récords de velocidad en tierras austriacas, eventualmente logrando una velocidad máxima de 37 mph (59,5 km/h) con Porsche al volante. Fue victorioso en una serie de eventos de deportes de motor, incluyendo el Rally Exelbert en 1901. Porsche ganó el Potting Prize en 1905 como el ingeniero automotriz más destacado de Austria por: los automóviles personalizados de Lohner, con ingeniería en transmisión de excelencia; y su experiencia en deportes de motor. En 1906, Porsche fue fichado por Daimler-Benz como jefe de diseño. Jacob Lohner dijo en ese momento: "Él es muy joven, pero es un hombre con una gran carrera por delante. Escucharán de él otra vez".
El diseño del Lohner-Porsche fue estudiado por Boeing y NASA para crear el programa de Apolo llamado Lunar Roving Vehicle. Muchos de sus principios de diseño se reflejan en el diseño del Rover. El concepto híbrido de serie dio origen a muchas locomotoras modernas y el interés en los automóviles híbridos crece rápidamente.